# Gō Ayano

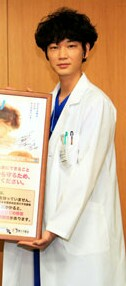
Gō Ayano nel 2015

Gō Ayano (Gifu, 26 gennaio 1982) è un attore giapponese.

## Carriera
Ayano ha recitato in diversi ruoli a partire dal 2003. Nel 2009 è apparso in Crows Zero II di Takashi Miike. Il suo ruolo nel film è stato descritto da Mark Schilling del Japan Times come "un ragazzo alto, pallido, dai lineamenti delicati che assomiglia al cugino giapponese di Michael Jackson, ma combatte come Bruce Lee". In seguito è stato scritturato per il debutto alla regia di Shun Oguri, Definitely Someday.
Ayano ha recitato in In a Lonely Planet di Takefumi Tsutsui con Aya Takeko e Takayo Mimura. È apparso in Helter Skelter di Mika Ninagawa, e ha avuto ruoli secondari in I Have to Buy New Shoes di Eriko Kitagawa, e Yokomichi Yonosuke di Shuichi Okita.
Nel 2013, Ayano ha recitato in due dei suoi ruoli di più alto profilo fino ad oggi: come George "Joe" Asakura in Gatchaman, un adattamento live-action del classico anime Tatsunoko, e come Goemon Ishikawa XIII in Lupin III - Il film, adattato dall'iconico manga di Monkey Punch e diretto da Ryūhei Kitamura.
Nel 2016, Ayano è stata scelta per interpretare il personaggio principale, Nyx Ulric, nel film Kingsglaive: Final Fantasy XV.

## Filmografia

### Cinema
- Shinkuronishiti, regia di Macoto Tezuka (2004)
- Nibanme no kanojo, regia di Mika Ohmori (2004)
- Nana, regia di Kentarô Ohtani (2005)
- Inugoe, regia di Takeshi Yokoi (2006)
- Valley of Flowers, regia di Pan Nalin (2006)
- Yôkai kidan, regia di Tôru Kamei (2006)
- Have a Nice Day, regia collettiva (2006)
- Inugoe: Shiawase no nikukyu, regia di Takeshi Yokoi (2006)
- Life, regia di Shin Sasaki (2007)
- Gekijô-ban akuerion, regia di Shōji Kawamori (2007)
- Sumire ningyô, regia di Masakazu Kaneko (2008)
- Sakigake!! Otokojuku, regia di Tak Sakaguchi (2008)
- Naoko, regia di Tomoyuki Furumaya (2008)
- Love Exposure (Ai no mukidashi), regia di Sion Sono (2008)
- Crows Zero II (Kurôzu zero II), regia di Takashi Miike (2009)
- Tajomaru, regia di Hiroyuki Nakano (2009)
- Erekutoronikku gâru, regia di Keita Matsuda (2009)
- Shibuya, regia di Shinichi Nishitani (2010)
- Shuarî samudei, regia di Shun Oguri (2010)
- Gantz - L'inizio (Gantz), regia di Shinsuke Sato (2011)
- Gantz Revolution - Conflitto finale (Gantz: Perfect Answer), regia di Shinsuke Sato (2011)
- Kodokuna wakusei, regia di Takefumi Tsutsui (2011)
- Usagi Drop - Il film (Usagi doroppu), regia di SABU (2011)
- Azemichi no dandi, regia di Yūya Ishii (2011)
- The Tang of Lemon, regia di Ikki Katashima (2011)
- Hasami, regia di Fujirô Mitsuishi (2012)
- Wâkingu horidê, regia di Koichi Okamoto (2012)
- Helter Skelter (Herutâ sukerutâ), regia di Mika Ninagawa (2012)
- Rurouni Kenshin (Rurôni Kenshin: Meiji kenkaku roman tan), regia di Keishi Ōtomo (2012)
- Sono yoru no samurai, regia di Masaaki Akahori (2012)
- Atarashii kutsu wo kawanakucha, regia di Eriko Kitagawa (2012)
- Tatoeba remon, regia di Ikki Katashima (2012)
- Yokomichi Yonosuke, regia di Shûichi Okita (2013)
- The Flower of Shanidar, regia di Gakuryû Ishii (2013)
- Gatchaman, regia di Tôya Satô (2013)
- Natsu no owari, regia di Kazuyoshi Kumakiri (2013)
- The Light Shines Only There (Soko nomi nite hikari kagayaku), regia di Mipo Oh (2014)
- Shirayuki hime satsujin jiken, regia di Yoshihiro Nakamura (2014)
- Yamikin Ushijima-kun Part 2, regia di Masatoshi Yamaguchi (2014)
- Lupin III - Il film (Rupan sansei), regia di Ryūhei Kitamura (2014)
- Kingsglaive: Final Fantasy XV (Kingusugureibu: Fainaru Fantajī Fifutīn), regia di Takeshi Nozue (2016) - voce
- Homunculus, regia di Takashi Shimizu (2021)

### Televisione
- Kamen Rider 555 – serie TV, 24 episodi (2003-2004)
- Inugoe – serie TV, (2006)
- La pluie des prunes, regia di Frédéric Fisbach – film TV, (2007)
- Azamijô no lullaby – serie TV, episodio 1x1 (2010)
- Mother – serie TV, 11 episodi (2010)
- Sekando bâjin – serie TV, episodio 1x1 (2010)
- Sayonara, Robinson Kurûsô, regia di Akiko Nogi – film TV, (2010)
- Hebunzu furawâ: The Legend of Arcana – serie TV, episodio 1x1 (2011)
- Yûsha Yoshihiko – serie TV, episodio 1x9 (2011)
- Shitamachi Rocket – serie TV, 5 episodi (2011)
- Me wo tojite giragira, regia di Masanori Tominaga – film TV, (2011)
- Yōkai ningen Bem – serie TV, episodio 1x7 (2011)
- Cleopatra na onna tachi – serie TV, 8 episodi (2012)
- Rich Man, Poor Woman – serie TV, episodio 1x5-1x6-1x10 (2012)
- Yae no sakura – serie TV, episodio 1x1 (2013)
- Daburu mîningu: Yes or no?, regia di Kazumasa Nemoto – film TV, (2013)
- Saikō no rikon – miniserie TV, 11 episodi (2013)
- Sora Tobu Kôhôshitsu – miniserie TV, 11 episodi (2013)
- Link – miniserie TV, 5 episodi (2013)
- Yamada Takayuki in Akabane, Kita, Tokyo – miniserie TV, 12 episodi (2015)
- Frankestein in Love – miniserie TV, 10 episodi (2017)
- Koi wa deep ni – serie TV, (2021)
- Yu Yu Hakusho – serie TV, (2023)

## Riconoscimenti
2013
- Tokyo Drama Award 2013: Miglior attore non protagonista per Saikō no Rikon[8]
- Il 37º Japan Academy Prize: Esordiente dell'anno per A Story of Yonosuke and Natsu no Owari[8]

2014
- Il 38º Elan d'or Award per il nuovo arrivato dell'anno[9]
- 22º Premio Hashida: Miglior esordiente per Saikō no Rikon, Sora Tobu Kōhōshitsu e Yae no Sakura[10]
- Il 36° Yokohama Film Festival: Miglior attore per La luce brilla solo lì
- The 88th Kinema Junpo Best 10: Miglior attore per La luce brilla solo lì e Il caso dell'omicidio di Biancaneve[11]
- Il 69º Mainichi Film Award come miglior attore per La luce brilla solo lì[12]

2015
- The 7th Tama Cinema Forum: Miglior attore per Shinjuku Swan, Piece of Cake, The Big Bee, Soredake/That's It e S: Saigo no Keikan[13]

2016
- Il 15 ° New York Asian Film Festival: Rising Star Award[14]
- Il 41° Hochi Film Award: Miglior attore non protagonista